# Towschtschiw
Towschtschiw (ukrainisch Товщів; russisch Толщев Tolschtschew, polnisch Tołszczów) ist ein Dorf in der westukrainischen Oblast Lwiw mit etwa 200 Einwohnern.

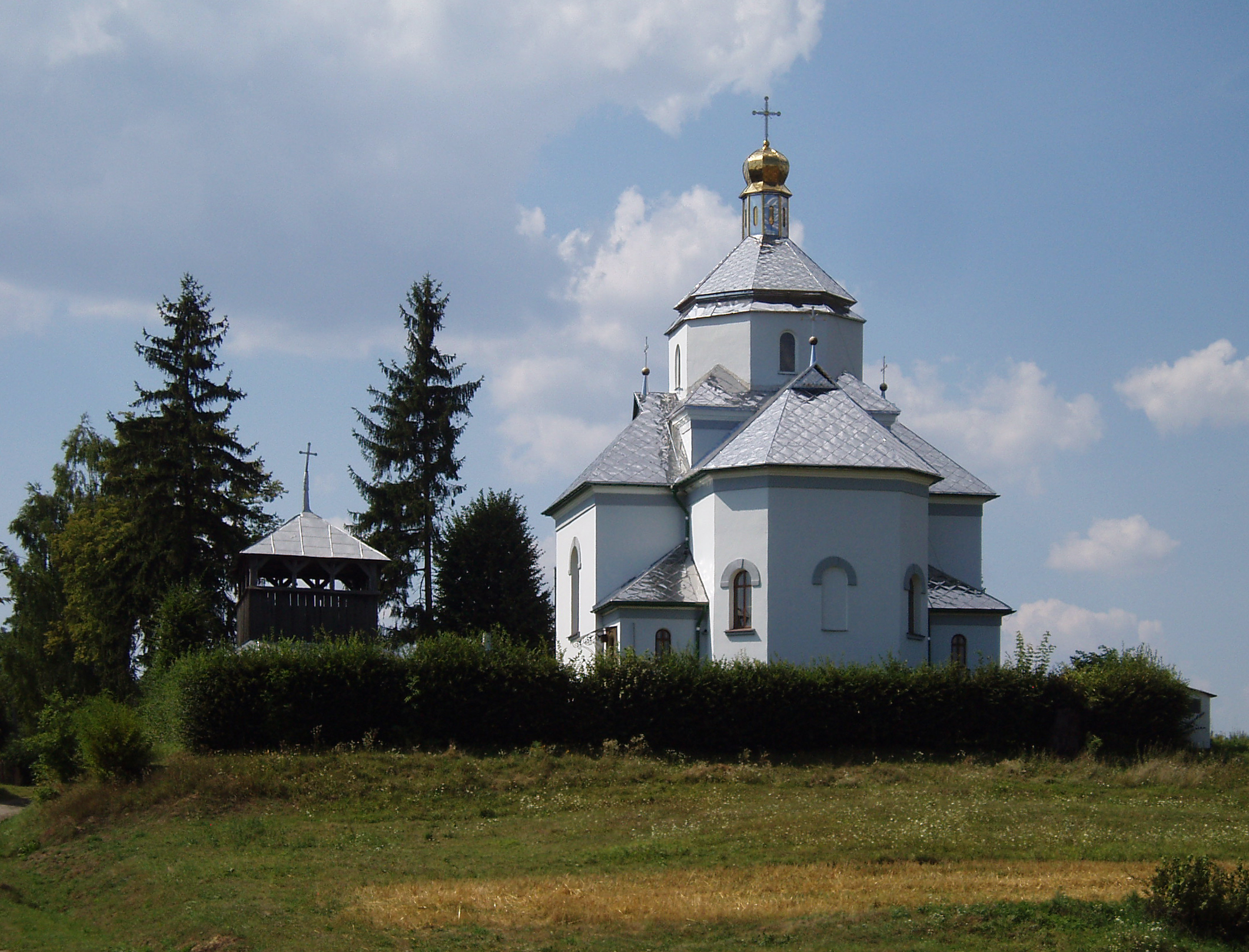
Ortskirche

Am 12. Juni 2020 wurde das Dorf ein Teil der neu gegründeten Landgemeinde Solonka im Rajon Lwiw; bis dahin zählte das Dorf zur Landratsgemeinde von Wowkiw im Rajon Pustomyty.

## Geschichte
Der Ort wurde im Jahre 1488 als Tholsczow urkundlich erwähnt. Der Ortsname ist entweder besitzanzeigend oder topographisch, d. h. vom ukrainischen Personennamen oder den Charakter des Grunds, die beide mehr oder weniger auf Fettgewebe oder Dicke/fett hindeuteten.
Das Dorf gehörte zunächst zur Adelsrepublik Polen-Litauen, Woiwodschaft Ruthenien, Lemberger Land.
Bei der Ersten Teilung Polens kam das Dorf 1772 zum neuen Königreich Galizien und Lodomerien des habsburgischen Kaiserreichs (ab 1804).
Im Jahre 1900 hatte die Gemeinde Tołszczów 131 Häuser mit 818 Einwohnern, davon waren 690 Polnischsprachige, 128 Ruthenischsprachige, 458 waren griechisch-katholisch, 249 römisch-katholisch, 14 jüdischer Religion, 97 anderen Glaubens.
Nach dem Ende des Polnisch-Ukrainischen Kriegs 1919 kam die Gemeinde zu Polen. Im Jahre 1921 hatte sie 140 Häuser mit 807 Einwohnern, davon waren 425 Ruthenen, 363 Polen, 13 Deutsche, 6 Juden (Nationalität), 503 griechisch-katholisch, 266 römisch-katholisch, 16 evangelisch, 22 jüdischer Religion. 1937 es gab in Tołszczów eine Predigtstation der evangelischen Gemeinde von Lemberg der Evangelischen Kirche A. und H. B. in Kleinpolen.
Zu Beginn des Zweiten Weltkriegs gehörten die Gemeinden nach der sowjetischen Besetzung Ostpolens zunächst zur Sowjetunion und nach dem Überfall der Wehrmacht auf die Sowjetunion ab 1941 zum Generalgouvernement. 1945 kam die Ortschaft wieder zur Ukrainischen SSR innerhalb der Sowjetunion und nach deren Zerfall 1991 zur unabhängigen Ukraine.